# Allora doleschali
Allora doleschali är en fjärilsart som beskrevs av Felder 1860. Allora doleschali ingår i släktet Allora och familjen tjockhuvuden. Inga underarter finns listade i Catalogue of Life.